# Воронежско-Ростовская железная дорога
Воронежско-Ростовская железная дорога — железная дорога в Российской империи, существовавшая в 1871—1873 годах. Построена для обеспечения железнодорожного сообщения юга страны с существовавшей железнодорожной сетью в центральных её районах, а также транспортной доступности к угольным копям Донецкого бассейна. 15 (27) сентября 1873 года вошла в состав Козлово-Воронежско-Ростовской железной дороги, а позднее, как её часть, в Общество Юго-Восточных железных дорог. Протяженность — 645 км.

## История
В 1860-е годы на юге России вблизи Ростова существовала Грушевско-Донская железная дорога, соединяющая Грушевские копи каменного угля с пристанью около станицы Аксайской.
В 1868 году в Правительстве рассматривались новые варианты развития сети железных дорог. Министр путей сообщения 6 (18) ноября внес в Комитет железных дорог ряд предложений по строительству 5—6 тысяч верст железных дорог. По очередности постройки он предлагал разделить их на 2 категории, включив во вторую, то есть с более поздней реализацией, дорогу от Воронежа до Грушевки. Ему возражал Министр финансов, считающий, что эта дорога должна стать первоочередной. Свое мнение он аргументировал необходимостью соединения каменноугольного бассейна с Воронежским краем, а края с Азовским морем.
Комитет железных дорог счёл необходимым ограничить количество новых дорог теми, которые были в списке «первой категории», но добавив к ним Воронежско-Грушевскую. Необходимость строительства её он, в дополнение к аргументам Министра финансов, обосновал задачей улучшения финансового положения Войска Донского, построившего за свои средства важную, но оказавшуюся крайне убыточной Грушевскую дорогу.
Его заключение было Высочайше утверждено 27 декабря 1868 (18 января 1869) года.
За два месяца до этого 18 (30) октября 1868 года в России были утверждены новые правила выдачи концессий. Главным новшеством было то, что решение об этом должно было приниматься на конкурсной основе. Соответственно, это относилось и к новой дороге.
Вместе с тем, в данной ситуации была одна особенность. Купец первой гильдии С. С. Поляков добился 30 июля (11 августа) 1867 года разрешения построить участок железной дороги между станицей Аксайской и Ростовым, и открыл его для движения 10 (22) февраля 1868 года. После этого приобрел Грушевско-Донскую дорогу.
Он пытался получить концессию на строительство новой дороги вне конкурса, обосновывая это тем, что тогда образуется единая дорога, соединяющая Воронеж с Ростовом.
Однако конкурс был проведен и его победителем стал Гладилин, предложивший более низкую поверстную стоимость. В ходе конкурса за кандидатуру Полякова выступали Представители трех министерств (Военного, Путей сообщения и Государственного имущества).
МПС представлял барон фон Дельвиг, который немедленно по телеграфу описал ситуацию Министру путей сообщения В. А. Бобринскому, сопровождавшему Императора в Ливадию. Тот изыскал возможность доложить ему все обстоятельства дела раньше, чем был получен подробный доклад Комитета Министров. Государь пообещал министру «прочесть его со вниманием». Когда же доклад поступил, он наложил резолюцию: «Исполнить по мнению трёх членов».
Концессия на Воронежско-Грушевскую железную дорогу была утверждена Императором 8 (12) июля 1869 года, то есть до проведения конкурса. А считанными днями позже, 16 (28) августа он: «Высочайше повелел соизволить… сооружение и эксплуатацию Воронежско-Грушевской железной дороги предоставить уполномоченному от Войска Донского и Воронежского Земства, Полякову, согласно составленному на этот предмет проекту Нормальной Концессии, дополнительным к ней условиям и данной Поляковым подписке об образовании капитала для Воронежско-Ростовской железной дороги».
Эти дополнительные условия состояли в следующем. Воронежско-Грушевская и Грушевско-Ростовская дороги сливаются в единую, состоящую из двух отделений: первого от Воронежа до станции Максимовской на Грушевской дороге и второго от неё до Ростова с соединением в нём новой дороги с построенной в городе станцией Харьковско-Азовской дороги. Общий капитал на всю дорогу длиною 617 верст составлял 36,169 млн металлических рублей. Из них выпуском гарантированных Правительством облигаций на сумму 20,986 млн руб. и негарантированных акций на сумму 15,183 млн руб.
К работам по строительству дороги приступили в мае 1870 года, а 27 декабря (8 января 1871) года был открыт для движения её первый участок от Воронежа до станции Лиски протяженностью в 92 км.
Уже в следующем 1871 году Правление, ранее установленного срока, 17 октября вышло с ходатайством о назначении комиссии по приемке дороги в эксплуатацию. Несмотря на ряд недоделок выявленных ею, было принято решение открыть движение на всем протяжении от Воронежа до Ростова 28 ноября (10 декабря) 1871 года.
Общая протяженность дороги составила 645 км. На ней было устроено 24 станции. В том числе станций 2 класса — 5, станций 3 класса — 4, станций 4 класса — 15.
Дорога имела 90 пассажирских и 1970 товарных вагонов, 113 паровозов.
Некоторые паровозы носили имена: «Ермак», «Атаман», «Казак», «Грушевка», «М. И. Чертков», «П. П. Мельников», «С. Поляков», «Д. А. Милютин», «Г. Я. Чеботарев», «Г. М. Толстой», что было типичным для того времени.
Работа дороги характеризуется следующими показателями:
| Год  | Перевезено пассажиров, тыс. чел. | Перевезено грузов, тыс.тонн |
| ---- | -------------------------------- | --------------------------- |
| 1870 | 369                              | 211                         |
| 1871 | 509                              | 258                         |
| 1872 | 629                              | 329                         |

Уже через месяц после утверждения Полякова в качестве строителя новой дороги, её правление стало обсуждать с правлением Козлово-Воронежской дороги вопрос об их слиянии, а 1 июня 1870 года оба общества вошли в правительство с соответствующим ходатайством и проектом Общего устава.
Устав нового общества был Высочайше утвержден 15 (27) сентября 1873 года. Объединённая дорога получила название Козлово-Воронежско-Ростовская. Она имела общую протяженность 823 км и включала 3 отделения.